# Eric Chavez
Pour les articles homonymes, voir Chavez.
Eric Chavez (né le 7 décembre 1977 à Los Angeles, Californie, États-Unis), est un joueur de troisième but des Ligues majeures de baseball. Ce détenteur de six Gants dorés et un Bâton d'argent joue de 1998 à 2014 et s'aligne avec les Athletics d'Oakland pour 13 de ses 18 saisons.

## Carrière

### Athletics d'Oakland
Eric Chavez est drafté le 4 juin 1996 par les Athletics d'Oakland au premier tour de sélection (10e choix). Il fait ses débuts en Ligue majeure le 8 septembre 1998.
Au troisième but, il remporte six Gants dorés consécutifs de 2001 à 2006 et le Prix Silver Slugger en 2002.

### Yankees de New York
Le 3 novembre 2010, Chavez devient joueur autonome. En février 2011, il signe une entente des ligues mineures avec les Yankees de New York. Réserviste au troisième but, Chavez ne dispute que 58 parties des Yankees en 2011, obtenant deux circuits et 26 points produits tout en frappant pour une moyenne au bâton de ,263. Il se brise le pied gauche début mai dans un match contre les Tigers et est absent du jeu pendant onze semaines.
Le 27 février 2012, Chavez signe un nouveau contrat d'une saison avec les Yankees. Chavez dispute 113 matchs pour les Yankees en 2012, obtenant 16 circuits et 37 points produits. Il frappe pour ,281 de moyenne au bâton. Outre une brève absence pour une commotion cérébrale, subie après avoir plongé pour tenter de saisir une balle frappée par J. J. Hardy des Orioles le 3 mai, c'est la première fois qu'il demeure avec son club à peu près toute l'année après cinq saisons marquées par les blessures à Oakland et New York. En matchs d'après-saison, il est appelé à remplacer Alex Rodriguez, inefficace à l'attaque, au troisième coussin pendant la Série de division contre Baltimore et la Série de championnat contre Détroit.

### Diamondbacks de l'Arizona
Alex Rodriguez étant sur la liste des joueurs blessés pour le début de la saison 2013, Eric Chavez est une alternative pour occuper le troisième but chez les Yankees mais, devenu agent libre, le vétéran signe un contrat d'un an pour trois millions de dollars le 8 décembre avec les Diamondbacks de l'Arizona.
Le 6 septembre 2013 dans une défaite de 3-0 des Diamondbacks à San Francisco, Chavez brise d'un coup sûr au champ droit le match parfait de Yusmeiro Petit des Giants avec deux retraits en 9e manche et deux prises contre lui.
Chavez dispute 80 matchs en 2013, surtout comme substitut à Martín Prado au troisième but et à Paul Goldschmidt au premier but. Souvent appelé comme frappeur suppléant gaucher, il maintient une moyenne au bâton de ,281 pour la saison avec 9 circuits et 44 points produits. Le 20 décembre 2013, il signe un nouveau contrat pour la saison 2014 des Diamondbacks. 
Chavez joue son dernier match dans le baseball majeur le 8 juin 2014. À l'écart du jeu en raison d'une blessure au genou gauche, le joueur de 36 ans annonce sa retraite le 30 juillet suivant.